# نورالدین الرفاعی
نورالدین الرفاعی (انگلیسی: Nureddine Rifai؛ زاده ۱ ژانویهٔ ۱۸۹۹ – درگذشته ۱ ژانویهٔ ۱۹۸۰) سیاستمدار اهل لبنان بود. وی از ۲۴ مه ۱۹۷۵ تا ۲۷ مه ۱۹۷۵ نخست‌وزیر این کشور بود.
نورالدین الرفاعی در ژانویه ۱۹۸۰، در سن ۸۱ سالگی درگذشت.